# Catherine Mabillard
Catherine Mabillard (* 9. Juni 1964 in Bex) ist eine Schweizer Skibergsteigerin und Mountainbikefahrerin.
Mabillard begann 1985 mit dem Skibergsteigen und nahm 1986 erstmals bei der Trophée de Valerette an einem Wettkampf in dieser Sportart teil. Seit 1996 nimmt sie auch auf internationaler Ebene für die Schweiz an Meisterschaften teil.

## Erfolge Skibergsteigen (Auswahl)
- 2001: 1. Platz bei der Europameisterschaft Skibergsteigen Team mit Sandra Zimmerli

- 2002:
  - 3. Platz bei der Weltmeisterschaft Skibergsteigen Einzel
  - 5. Platz bei der Weltmeisterschaft Skibergsteigen Team mit Christine Luyet
  - 5. Platz bei der Weltmeisterschaft Skibergsteigen in der Kombinationswertung

- 2003:
  - 1. Platz bei der Europameisterschaft Skibergsteigen Team mit Cristina Favre-Moretti
  - 2. Platz bei der Europameisterschaft Skibergsteigen Einzel
  - 2. Platz bei der Europameisterschaft Skibergsteigen Kombinationswertung

- 2004:
  - 1. Platz bei der Weltmeisterschaft Skibergsteigen Team mit Cristina Favre-Moretti, Val d’Aran
  - 1. Platz bei der Weltmeisterschaft Skibergsteigen Staffel (mit Cristina Favre-Moretti und Isabella Crettenand-Moretti), Val d’Aran
  - 2. Platz bei der Weltmeisterschaft Skibergsteigen Kombination Team und Einzel, Val d’Aran
  - 4. Platz bei der Weltmeisterschaft Skibergsteigen Einzel

- 2005:
  - 2. Platz bei der Europameisterschaft im Skibergsteigen Team mit Gabrielle Magnenat
  - 5. Platz bei der Europameisterschaft Vertical Race

- 2006:
  - 3. Platz bei der Weltmeisterschaft Vertical Race
  - 3. Platz bei der Weltmeisterschaft Skibergsteigen Team mit Séverine Pont-Combe

- 2007:
  - 3. Platz bei der Europameisterschaft Skibergsteigen Team mit Nathalie Etzensperger
  - 3. Platz bei der Europameisterschaft Skibergsteigen Staffel (mit Catherine Mabillard und Nathalie Etzensperger)
  - 6. Platz bei der Europameisterschaft Vertical Race
  - 6. Platz bei der Europameisterschaft Skibergsteigen Kombinationswertung
  - 9. Platz bei der Europameisterschaft Skibergsteigen Einzel

- 2008:
  - 3. Platz bei der Weltmeisterschaft Skibergsteigen Team (mit Gabrielle Magnenat)
  - 3. Platz beim Mountain Attack
  - 4. Platz bei der Weltmeisterschaft Skibergsteigen Langdistanz

### Pierra Menta
Bei der Pierra Menta:
- 1999: 4. Platz mit Véronique Ançay
- 2003: 2. Platz mit Anne Bochatey
- 2004: 1. Platz mit Cristina Favre-Moretti
- 2005: 3. Platz mit Séverine Pont-Combe

### Patrouille des Glaciers
Bei der Patrouille des Glaciers:
- 2004: 1. Platz und Rekordzeit mit Cristina Favre-Moretti und Isabella Crettenand-Moretti
- 2006: 1. Platz und erneute Rekordzeit mit Gabrielle Magnenat und Séverine Pont-Combe
- 2008: 4. Platz mit Cristina Favre-Moretti und Isabella Crettenand-Moretti

## Erfolge Mountainbike
- 1999: 3. Grand Raid Cristalp 1999[1]
- 2001: 1. Grand Raid Cristalp 2001[2]
- 2002: 3. Grand Raid Cristalp 2002[3]